# Dahmer (album)
Dahmer è un concept album della band statunitense Macabre, dedicato alla vita dell'assassino Jeffrey Dahmer e pubblicato nel 2000.
L'album è stato ristampato in vinile in due versioni dalla Hammerheart Records: una nera limitata a 1000 copie e una rossa limitata a 500 copie.

## Tracce
1. Dog Guts – 3:17
2. Hitchiker – 3:32
3. In the Army Now – 1:31
4. Grandmothers House – 2:27
5. Blood Bank – 2:20
6. Exposure – 2:18
7. Ambassador Hotel – 3:55
8. Cup of Coffee – 2:00
9. Bath House – 1:56
10. Jeffery Dahmer and the Chocolate Factory – 1:03
11. Apartment 213 – 2:40
12. Drill Bit Lobotomy – 1:41
13. Jeffery Dahmer Blues – 2:30
14. McDahmers – 1:33
15. Into the Toilet With You – 1:45
16. Coming to Chicago – 1:38
17. Scrub a Dub Dub – 3:25
18. Konerak – 1:54
19. Media Circus – 0:24
20. Temple of Bones – 1:42
21. Trial – 2:06
22. Do the Dhamer – 1:37
23. Baptized – 1:33
24. Christopher Scarver – 2:25
25. Dahmer's Dead – 0:35
26. The Brain – 1:19

## Formazione
- Corporate Death - voce, chitarra
- Nefarious - basso, cori
- Dennis the Menace - batteria